# Stig Gustav Schönberg
Stig Gustav Schönberg (* 13. Mai 1933 in Västra Husby, Gemeinde Söderköping) ist ein schwedischer Komponist und Organist. Er lebt und arbeitet in Ystad.

## Leben
Schönberg absolvierte von 1953 bis 1960 an der Königlichen Musikhochschule Stockholm eine Ausbildung als Komponist, Musikpädagoge, Organist und Chorleiter. Komposition studierte er bei Lars-Erik Larsson und Karl-Birger Blomdahl, Musiktheorie bei Erland von Koch und Valdemar Söderholm. In Antwerpen studierte er Orgel bei Flor Peeters. Zu seinen Schülern zählt der schwedische Komponist Thomas Åberg.
Seine Kompositionen schreibt Schönberg vor allem für Orgel, Streichquartett und Chor.

## Kompositionen (Auswahl)
- Adagio op.28:2
- Att bedja Gud han själv oss bjöd: Koralpartita op.1
- Behold os Herre ved dit ord: Koralpartita op.109
- Bereden väg för Herran: Choral mit Diskant- und Bläserstimmen
- Bereden väg för Herran: Choralvorspiel
- Blåskvintett Litet stycke op.8:3
- Cantelanzia Cembalo suite op.36
- Cimbalon Concertato "Ad fontes" op.120
- Den heliga måltiden communiomotett
- Dialoger op.18
- Drei Altarbilder op.5
- Du är skön såsom Tirsa op.48
- Duo per organo op 10:2
- Effata: Poema sinfonico op.80
- Es sungen drei Engel: Zehn Choralveränderungen op.63
- Evolutio op.74
- Fantasia för orgel op.62:2
- Fem stycken op.17
- Festmusik för orgel op 11:2
- Fyra motetter op.33:1
- Herre, vem får bo i din hydda
- Höjen jubel till Herren alla länder
- Il dolce piano: Tio preludier op.30
- Impressioner op.38
- Improvisatoriska miniatyrer op.2
- In dulci jubilo: variationer, bicinium och final op.137a
- Interludium op.11:1
- Intima stycken op.4
- Intrada op.23:2
- Introduzione, Canzona e Coda op.83:2
- Kamelen
- Lacrimae Domini
- Låt det stora flödet
- Liten svit för barnahänder op.8:1
- Lover Gud i himmelshöjd: Choralphantasie Movimento pastorale
- Pastorelle après la fugue Preludio cambiente op.9
- Nio små sånger med pianoackompanjemang op.7:2
- Insignier: sex animationer för piano op.190
- Pianosonatin nr 1
- Preludio cambiente op.9
- Preludio movimento op.178
- Preludium och fuga Preludium och fuga op.37
- Regina celi: Concerto spirituale op.71
- Rex Gloriae op.59
- Se Jesus är ett tröstrikt namn: Koralförspel Sex bagateller Sinfonia per organo op.84
- Sicher im Sturm, Kantate für Vocalquartette, Blechbläser und Schlagzeug, op. 191 (2010). Nach Texten von Gisela Drescher anlässlich einer Ausstellung der Bildhauerin in der Petrikirche, Leipzig 2009
- Sjungen till Herrens ära en ny sång, Motett op.15
- Skivarpskoraler Små variationer op.8:2
- Små variationer op.8:2
- Solo per organo op.10:1
- Sonata nr 3 op.169
- Sonata op.150 für Altsaxophon und Orgel (Allegro fluente, Andante con moto, Vivo). Die Sonate op. 150 für Altsaxophon und Orgel von Stig Gustav Schönberg zählt zu den Klassikern für diese Besetzung.
- Sonata elementa Symfoniskt impromptu op.115a
- Stråkkvartett nr 5 op.61
- Tatoo op.166: konsertstycke
- Te Deum laudamus op.116
- Tio små preludier op.34
- Toccata brillante 'O Kriste du föddes av kvinna' op.81:1
- Toccata concertante I op.3
- Toccata concertante II op.55
- Toccata concertante III
- Toccata concertante IV op.68
- Toccata concertante V op.82
- Toccata, variation och fuga över ett tema av Buxtehude op.32
- Toccata-Capriccio
- Toccata brillante 'O Kriste du föddes av kvinna' op.81:1
- Tornmusik op.23:1
- Trio per organo op 10:3
- Triptychon per organo op.165
- Ty, såsom ljungelden
- Vår Gud är oss en väldig borg. Koralfantasi op.57
- Variationer f orgel op.21
- Variationer över en värmländsk folkvisa op.39
- Variationer, toccata och fugativ op.115b: in modo di preludio över ett kanontema av Sven-Eric Johanson

| Personendaten    | Personendaten                        |
| ---------------- | ------------------------------------ |
| NAME             | Schönberg, Stig Gustav               |
| KURZBESCHREIBUNG | schwedischer Komponist und Organist  |
| GEBURTSDATUM     | 13. Mai 1933                         |
| GEBURTSORT       | Västra Husby, Söderköping (Gemeinde) |